# جندل
جَندَل یکی از نزدیکان فریدون است. فریدون به او فرمان داد که گرد جهان جستجو کند و از نژاد شاهان سه دختر که شایستهٔ ازدواج با سه پسر اویند بگزیند. جندل پژوهش کنان به یمن رسید و دختران سرو شاه یمن را برگزید.
برخی ریشه نام جندل را از واژه‌ای هندی به معنی عاقد ازدواج و مرتبط با واژه Janidā (जनिदा) در سانسکریت دانسته‌اند.

## جندل در شاهنامه
جندل نزد  فردی بود که از دیگران نزد فریدون دارای احترام بیشتری بود.فریدون چون به پنجاه سال رسید صاحب سه فرزند به اسامی سلم، تور و ایرج بود و می‌خواست از اطراف و اکناف عالم سه عروس با اصل و نسب برای فرزندان خویش برگزیند به همین خاطر جندل یکی از نام‌داران کشور را مأموریت داد تا گرد جهان بگردد سه دختر مناسب با نشانه‌های مورد پسند فریدون پیدا نماید. جندل پس از کنکاش بسیار به دربار سرو شاه یمن آمده است:
| فریدون از آن نامداران خویش  |  | یکی را گرانمایه‌تر خواند پیش |
| کجا نام او جندل پرهنر       |  | به هر کار دلسوز بر شاه بر   |
| بدو گفت برگرد گرد جهان      |  | سه دختر گزین از نژاد مهان   |
| سه خواهر ز یک مادر و یک پدر |  | پری چهره و پاک و خسرو گهر   |
| به خوبی سزای سه فرزند من    |  | چنان چون بشاید به پیوند من  |
| به بالا و دیدار هر سه یکی   |  | که این را ندانند ازان اندکی |
| چو بشنید جندل ز خسرو سخن    |  | یکی رای پاکیزه افگند بن     |

...
| به جندل چنین گفت شاه یمن   |  | که بی آفرینت مبادا دهن   |
| چه پیغام داری چه فرمان دهی |  | فرستاده‌ای گر گرامی رهی   |
| بدو گفت جندل که خرم بُدی    |  | همیشه ز تو دور دست بدی   |
| از ایران یکی کهترم چون شمن |  | پیام آوریده به شاه یمن   |
| درود فریدون‌فرّخ دهم         |  | سخن هر چه پرسند پاسخ دهم |